# 2506 Pirogov
2506 Pirogov este un asteroid din centura principală, descoperit pe 26 august 1976 de Nikolai Cernîh.